# العلاقات البرازيلية البيلاروسية
العلاقات البرازيلية البيلاروسية هي العلاقات الثنائية التي تجمع بين البرازيل وروسيا البيضاء.

## مقارنة بين البلدين
هذه مقارنة عامة ومرجعية للدولتين:
| وجه المقارنة                                              | البرازيل | روسيا البيضاء                    |
| --------------------------------------------------------- | --- | -------------------------------- |
| المساحة (كم2)                                             | 8.52 مليون | 207.60 ألف                       |
| عدد السكان (نسمة)                                         | 202.66 مليون | 9.50 مليون                       |
| الكثافة السكانية (ن./كم²)                                 | 23.79 | 45.76                            |
| العاصمة                                                   | برازيليا، ريو دي جانيرو | مينسك                            |
| اللغة الرسمية                                             | برتغالية برازيلية، Brazilian Sign Language ‏ | اللغة البيلاروسية، اللغة الروسية |
| العملة                                                    | ريال برازيلي، كروزيرو ريال برازيلي ‏، كروزيرو البرازيلية (1990–1993)، البرازيلي كروزادو نوفو، كروزادو برازيلي، cruzeiro ‏، كروزيرو البرازيلية (1942–1967)، الريال البرازيلي (قديم) | روبل بلاروسي                     |
| الناتج المحلي الإجمالي (بليون دولار)                      | 2.06 تريليون | 54.44 مليار                      |
| الناتج المحلي الإجمالي (تعادل القوة الشرائية) بليون دولار | 3.22 تريليون | 168.35 مليار                     |
| الناتج المحلي الإجمالي الاسمي للفرد دولار أمريكي          | 8.54 ألف | 5.74 ألف                         |
| الناتج المحلي الإجمالي للفرد دولار أمريكي                 | 15.89 ألف | 18.18 ألف                        |
| مؤشر التنمية البشرية                                      | 0.754 | 0.798                            |
| رمز المكالمات الدولي                                      | +55 | +375                             |
| رمز الإنترنت                                              | .br | .by، .бел                        |
| المنطقة الزمنية                                           | | ت ع م+03:00                      |

## مدن متوأمة
في ما يلي قائمة باتفاقيات التوأمة بين مدن برازيلية وبيلاروسية:
- ترتبط بيلو هوريزونتي مع مينسك باتفاقية توأمة منذ 2006.

## منظمات دولية مشتركة
يشترك البلدان في عضوية مجموعة من المنظمات الدولية، منها:
| علم المنظمة | اسم المنظمة                        | تاريخ انضمام البرازيل | تاريخ انضمام روسيا البيضاء |
| ----------- | ---------------------------------- | --------------------- | -------------------------- |
|             | الاتحاد البريدي العالمي            | ?                     | ?                          |
|             | منظمة حظر الأسلحة الكيميائية       | ?                     | ?                          |
|             | الأمم المتحدة                      | 24 أكتوبر 1945        | 24 أكتوبر 1945             |
|             | وكالة ضمان الاستثمار متعدد الأطراف | 7 يناير 1993          | 3 ديسمبر 1992              |
|             | منظمة الشرطة الجنائية الدولية      | ?                     | ?                          |
|             | مؤسسة التمويل الدولية              | 31 ديسمبر 1956        | 2 نوفمبر 1992              |
|             | الاتحاد الدولي للاتصالات           | 4 يوليو 1877          | 7 مايو 1947                |
|             | البنك الدولي للإنشاء والتعمير      | 14 يناير 1946         | 10 يوليو 1992              |
|             | مجموعة الموردين النوويين           | ?                     | ?                          |
|             | يونسكو                             | 4 نوفمبر 1946         | 12 مايو 1954               |

## وصلات خارجية
- موقع وزارة الخارجية البرازيلية
- موقع وزارة الخارجية البيلاروسية